# 時へのロマン
時へのロマン（ときへのロマン、Only Time Will Tell）とは、ロックバンド・エイジアがリリースしたファーストアルバム「Asia」（1982年）からリリースしたセカンドシングルである。
この曲は、バンドが米国のホットメインストリームロックトラックチャートで3度目のトップ10の成功であり、ビルボードホット100チャートでも17位に達した。英国では54位でピークを迎えた。

## 背景
歌手のジョン・ウェットンは、「これはかなり自明です。それは再び私の歌詞だ。関係の終わりについての非常に個人的なもので、それは私の詩、ジェフのコーラスである。（「Heat of the Moment」はその逆になります）。私はエイジアに向けて歌を備蓄していた、そして私の歌詞の多くは個人的な経験に関するものでした-ジョニ・ミッチェルは私の歴代のヒーローの一人であり、彼女は紛れもない告白の女王だ。
この曲のミュージックビデオはMTVから頻繁に放送された。ビデオでは、女性体操選手がテレビの列でフリップと宙返りを行います。  バンドメンバーは、テレビ画面で歌い、楽器を演奏している写真が描かれている。実際、バンドメンバーはテレビのキャラクターとしてビデオに登場する以外には見当たらない。ゴドリー&クレーム（Kevin GodleyとLol Creme）がビデオを監督した。

## レセプション
キャッシュボックスは、「シンプルで流れやすいメロディーを核にした多層プログレッシブ・ロック・プロダクションであり、ロックファンとポップ・ファンの両方にちょっとしたものを提供する」と述べた。 ビルボードは「雷が聞こえるドラム、ワイドスクリーンキーボード」と「影響するほど直接的なボーカル」を賞賛した。

## トラックリスト
アメリカ版7cmシングル

| No. | Title                 | Length |
| --- | --------------------- | ------ |
| 1.  | "Only Time Will Tell" | 4:05   |
| 2.  | "Time Again"          | 4:45   |

イギリス版7cmシングル

| No. | Title                 | Length |
| --- | --------------------- | ------ |
| 1.  | "Only Time Will Tell" |        |
| 2.  | "Ride Easy"           |        |

## チャート
| チャート (1982年)                   | 最高順位 |
| ----------------------------------- | -------- |
| カナダ トップシングルス (RPM)       | 7        |
| UK シングルス (OCC)                 | 54       |
| US Billboard Hot 100                | 17       |
| US Mainstream Rock (Billboard)      | 8        |
| 西ドイツ (GfK Entertainment charts) | 50       |

| チャート (1982年)                     | 最高順位 |
| ------------------------------------- | -------- |
| カナダ トップシングルス (RPM)         | 69       |
| アメリカ (Joel Whitburn's Pop Annual) | 109      |

## ポップカルチャーのでは
テレビシリーズ「コールドケース」の第3シーズンのエピソード「The River」、シリーズ「ファミリーガイ」の第8シーズンのエピソード「The Splendid Source」、1982年の日本アニメ「Future War 198X」の外国版の一部、2015年のビデオゲーム「メタルギアソリッドV：ファントムペイン」で使用された。.

## 関連サイト
- Asia - Only Time Will Tell - YouTube